# Mārtiņš Mits
Mārtiņš Mits (* 25. März 1972 in Riga) ist ein lettischer Jurist und Richter am Europäischen Gerichtshof für Menschenrechte.

## Leben
Nach dem Studium der Rechtswissenschaften erwarb Mits 1995 an der Universität Lettlands in Riga den Titel Bachelor of Laws. Anschließend war er an der dortigen rechtswissenschaftlichen Fakultät in verschiedenen Stellungen tätig und erwarb 1998 an der University of Nottingham den Titel Master of Laws. Ab 1999 war Mits als Lecturer an der Riga Graduate School of Law tätig. Nachdem er dort 2012 zum Dozenten aufgestiegen war, ist er seit 2013 dort Professor. Von 2008 bis 2015 war er Prorektor der Riga School of Law. 2010 promovierte Mits an der Universität Lund in Schweden zum Dr. iur. Nachdem Mits zuvor bereits ab 2012 als ad hoc Richter am Europäischen Gerichtshof für Menschenrechte gelistet war, wurde er im September 2015 als Nachfolger von Ineta Ziemele als Vertreter Lettlands zum Richter am EGMR gewählt. Zudem diente er in verschiedenen Gremien als Experte für Europarechts- und Menschenrechtsfragen.

## Werke (Auswahl)
- European Convention on Human Rights in Latvia: Impact on Legal Doctrine and Application of Legal Norms. Media Tryck, Lund 2010 (englisch).
- als Mitglied der lettischen Verfassungsrechtskommission: Par Latvijas valsts konstitucionālajiem pamatiem un neaizskaramo Satversmes kodolu. Latvijas Vēstnesis, Riga 2012 (lettisch).